# Joaquim Osório Duque Estrada

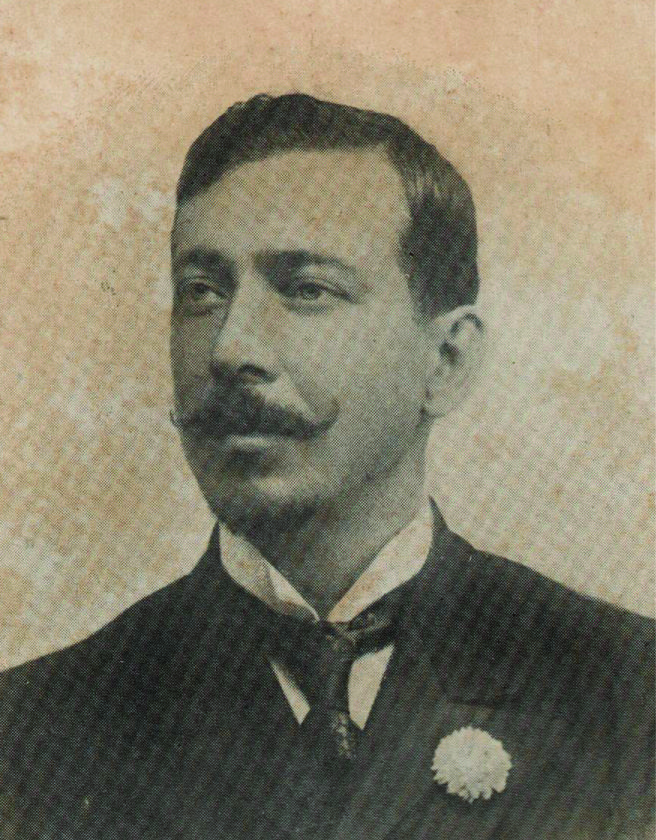
Osório Duque-Estrada

Signatur

Joaquim Osório Duque Estrada, auch bekannt als Duque-Estrada (* 19. April 1870 in Paty do Alferes; † 5. Februar 1927 in Rio de Janeiro) war ein brasilianischer Dichter und Journalist, der den Text der brasilianischen Nationalhymne schrieb.

## Leben
Duque Estrada wurde im Distrikt Pati do Alferes der damaligen Gemeinde Vassouras in der Provinz Rio de Janeiro des Kaiserreichs Brasilien geboren. Er wurde 1882 an das Colégio Pedro II geschickt, wo er 1888 seinen Abschluss in Literatur machte. Zwei Jahre zuvor brachte er sein erstes Gedichtbuch Alvéolos heraus.
1887 begann er für Zeitschriften wie A Cidade do Rio zu schreiben, wobei er mit José do Patrocínio zusammenarbeitete. 1888 verteidigte er zusammen mit Antônio da Silva Jardim die Proklamation der Republik Brasilien. 1889 zog er nach São Paulo, wo er an der juristischen Fakultät der Universität von São Paulo studierte, aber 1891 abbrach, um Diplomat zu werden. Er diente als 2. Legationssekretär in Paraguay, wo er für ein Jahr blieb.
Nach dem Ende seiner diplomatischen Karriere wurde Duque Professor am Colégio Pedro II, gab seine Arbeit als Professor später jedoch auf, um wieder als Journalist zu arbeiten. Er war als Literaturkritiker beim Jornal do Brasil tätig, wo seine Artikel 1924 zusammengestellt und veröffentlicht wurden.
Am 25. November 1915 wurde er in Nachfolge von Sílvio Romero in die Academia Brasileira de Letras, Stuhl 17, gewählt.
Er starb am 5. Februar 1927 in Rio de Janeiro.

## Werke
- Alvéolos. 1887.
- A aristocracia do espírito. 1899.
- Flora de maio. 1902. (Digitalisat).
- O Norte. Impressões de viagem. 1909.
- Anita Garibaldi. Ópera-baile. 1911.
- A arte de fazer versos. 1912.
- Dicionário de rimas ricas. 1915.
- A Abolição. Esboço histórico. 1918. Neuausgabe: Brasília 2005 (Digitalisat).
- Crítica e polêmica. 1924.